# Cerco de Cusco

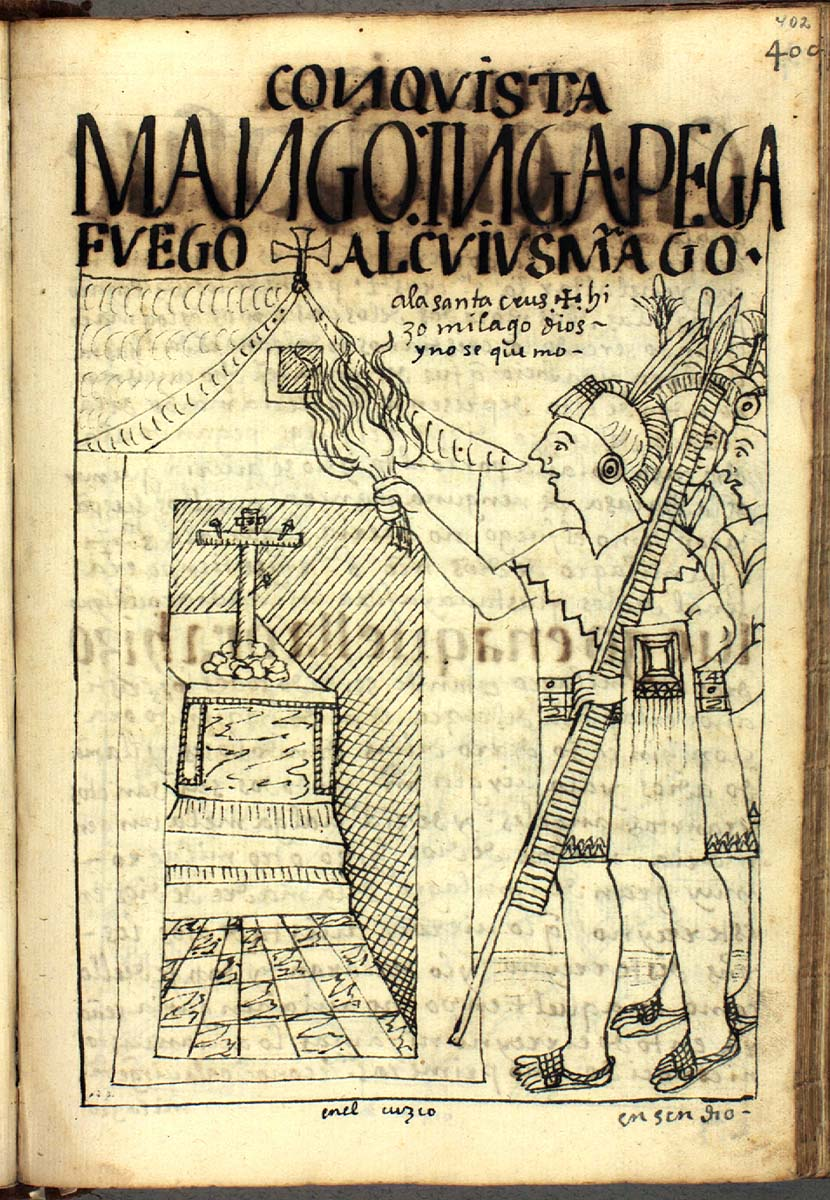
O cerco de Cusco segundo Felipe Guaman Poma de Ayala

O cerco de Cusco (6 de maio de 1536 - março de 1537) foi o cerco da cidade de Cusco pelo exército Inca sob o comando de Sapa Inca Manco Inca Yupanqui contra uma guarnição de conquistadores espanhóis e auxiliares indígenas liderados por Hernando Pizarro na esperança para restaurar o Império Inca (1438-1533). O cerco durou dez meses e não teve sucesso.

## Resultado
Após 10 meses de combates ferozes em Cusco, com o baixo moral desempenhando um fator, Manco Inca decidiu levantar o cerco em Cusco e retirar-se para Ollantaytambo e depois Vilcabamba, onde estabeleceu o pequeno Estado Neo-Inca. É sugerido por alguns que por esta ação ele jogou fora sua única chance real de repelir os espanhóis das terras do Império Inca, mas foi provavelmente a única escolha realista que ele teve considerando a chegada de reforços espanhóis do Chile liderados por Diego de Almagro. Ao enfrentar a vitória e a disponibilidade de expandir seu próprio reinado para o Peru, Almagro conquistou a cidade após ter conquistado a vitória para a Espanha e prendeu Hernando e Gonzalo Pizzaro. Gonzalo escapou, para depois enfrentar o Almagro em triunfo pessoal na Batalha de Las Salinas.